# La Chapelle-Vaupelteigne
La Chapelle-Vaupelteigne és un municipi francès, situat al departament del Yonne i a la regió de Borgonya - Franc Comtat. L'any 2007 tenia 92 habitants.

## Demografia

### Població
El 2007 la població de fet de La Chapelle-Vaupelteigne era de 92 persones. Hi havia 46 famílies, de les quals 17 eren unipersonals (4 homes vivint sols i 13 dones vivint soles), 21 parelles sense fills i 8 parelles amb fills.
La població ha evolucionat segons el següent gràfic:
Habitants censats

### Habitatges
El 2007 hi havia 69 habitatges, 45 eren l'habitatge principal de la família, 4 eren segones residències i 20 estaven desocupats. 63 eren cases i 6 eren apartaments. Dels 45 habitatges principals, 31 estaven ocupats pels seus propietaris, 8 estaven llogats i ocupats pels llogaters i 5 estaven cedits a títol gratuït; 3 tenien dues cambres, 7 en tenien tres, 7 en tenien quatre i 27 en tenien cinc o més. 32 habitatges disposaven pel capbaix d'una plaça de pàrquing. A 27 habitatges hi havia un automòbil i a 17 n'hi havia dos o més.

### Piràmide de població
La piràmide de població per edats i sexe el 2009 era:
| Homes | Edats   | Dones |
| ----- | ------- | ----- |
| 0     | 95 o +  | 0     |
| 0     | 90 a 94 | 0     |
| 0     | 85 a 89 | 0     |
| 0     | 80 a 84 | 4     |
| 0     | 75 a 79 | 4     |
| 4     | 70 a 74 | 0     |
| 4     | 65 a 69 | 8     |
| 0     | 60 a 64 | 0     |
| 0     | 55 a 59 | 0     |
| 4     | 50 a 54 | 4     |
| 4     | 45 a 49 | 0     |
| 8     | 40 a 44 | 8     |
| 0     | 35 a 39 | 0     |
| 8     | 30 a 34 | 4     |
| 4     | 25 a 29 | 8     |
| 4     | 20 a 24 | 4     |
| 0     | 15 a 19 | 0     |
| 4     | 10 a 14 | 8     |
| 4     | 5 a 9   | 0     |
| 4     | 0 a 4   | 0     |

## Economia
El 2007 la població en edat de treballar era de 59 persones, 46 eren actives i 13 eren inactives. De les 46 persones actives 43 estaven ocupades (20 homes i 23 dones) i 3 estaven aturades (1 home i 2 dones). De les 13 persones inactives 5 estaven jubilades, 3 estaven estudiant i 5 estaven classificades com a «altres inactius».
Activitats econòmiques
Dels 3 establiments que hi havia el 2007, 1 era d'una empresa de construcció, 1 d'una empresa de comerç i reparació d'automòbils i 1 d'una empresa de serveis.
L'únic servei als particulars que hi havia el 2009 era un guixaire pintor.
L'any 2000 a La Chapelle-Vaupelteigne hi havia 16 explotacions agrícoles que ocupaven un total de 154 hectàrees.

## Poblacions més properes
El següent diagrama mostra les poblacions més properes.